# Ernest Leonard Johnson
| Asteroidi scoperti: 18 | Asteroidi scoperti: 18 | Asteroidi scoperti: 18 |
| ---------------------- | ---------------------- | ---------------------- |
| 1568 Aisleen           | 21 agosto 1946         |                        |
| 1580 Betulia           | 22 maggio 1950         |                        |
| 1585 Union             | 7 settembre 1947       |                        |
| 1607 Mavis             | 3 settembre 1950       |                        |
| 1609 Brenda            | 10 luglio 1951         |                        |
| 1618 Dawn              | 5 luglio 1948          |                        |
| 1623 Vivian            | 9 agosto 1948          |                        |
| 1731 Smuts             | 9 agosto 1948          |                        |
| 1760 Sandra            | 10 aprile 1950         |                        |
| 1819 Laputa            | 9 agosto 1948          |                        |
| 1885 Herero            | 9 agosto 1948          |                        |
| 1922 Zulu              | 25 aprile 1949         |                        |
| 2546 Libitina          | 23 marzo 1950          |                        |
| 2651 Karen             | 28 agosto 1949         |                        |
| 2718 Handley           | 30 luglio 1951         |                        |
| 2829 Bobhope           | 9 agosto 1948          |                        |
| 3184 Raab              | 22 agosto 1949         |                        |
| 5038 Overbeek          | 31 maggio 1948         |                        |

Ernest Leonard Johnson (Bloemfontein, 21 dicembre 1891 – 1977 circa) è stato un astronomo sudafricano e fino al 1956 membro dello staff dell'Union Observatory di Johannesburg, in Sudafrica. È noto per la scoperta di 18 asteroidi tra il 1946 e il 1951, e di diverse comete. Il 25 agosto 1949, scoprì 48P/Johnson, una cometa periodica che si prevedeva non passasse a meno di 1,2-1,3 UA dal nostro pianeta nel 2025. Johnson ricevette la "Donohoe Comet Medal" due volte.

## Biografia
Johnson era figlio di William Johnson, un medico, e di Rachel Sarah Joan Sanderson. Si immatricolò al Grey College di Bloemfontein, in Sudafrica, e iniziò a lavorare in una miniera, ma quando suo fratello, Cecil Robert Johnson, rimase ucciso in un incidente in miniera, fece domanda per un incarico all'Union Observatory di Johannesburg, in Sudafrica. Iniziò a lavorare lì come astronomo nel 1914.
Prestò servizio nelle forze armate dell'Unione del Sudafrica durante la prima guerra mondiale (1914-1918) nella la campagna dell'Africa occidentale tedesca (ora Namibia), ma fu rimandato a casa a causa di una malattia. Si riprese e andò in Inghilterra dove prestò servizio come pilota di bombardieri per il Royal Flying Corps. Dopo la guerra tornò all'Osservatorio dell'Unione e vi rimase per il resto della sua carriera.
Johnson produsse mappe stellari del cielo a sud di 19 gradi di declinazione sud, in collaborazione con Harry Edwin Wood. Nel gennaio del 1935 scoprì una debole cometa, visibile per meno di due mesi, mentre scrutava il cielo in declinazione di 52 gradi sud. Questa cometa è stata chiamata cometa di Johnson del 1935. Scoprì una seconda cometa nel 1948. In totale furono quattro le comete scoperte: C/1935 A1, C/1948 R1, C/1949 K1 e 48P/Johnson.
Tra l'agosto 1946 e il luglio 1951, Johnson scoprì anche 18 asteroidi, il più importante dei quali fu chiamato 1580 Betulia. Questo asteroide è stato scoperto il 22 maggio 1950 durante il suo avvicinamento ravvicinato alla Terra. Dal 1921 al 1953, le sue osservazioni degli asteroidi e di più di 30 comete furono pubblicate nella Circolare dell'Osservatorio dell'Unione di Johannesburg.
Johnson era membro della Astronomical Society of Southern Africa e contribuì alle note mensili della società.
Morì nel 1977.

## Vita privata
Nel 1922 Johnson sposò Aisleen Devenish, con la quale ebbe una figlia e un figlio. Si ritirò dall'osservatorio nel dicembre 1951, ma continuò a lavorare fino al 1956, periodo durante il quale testò potenziali siti astronomici con telescopi riflettori portatili per l'European Southern Observatory Organisation.

## Riconoscimenti
A Johnson sono state assegnate la 241° e la 245° Medaglia Donohoe.